# Мысовская (Кировская область)
 Мысовская  — деревня в Лузском муниципальном округе Кировской области.

## География
Расположена вблизи автодороги 33Р-021, на расстоянии примерно 52 км на восток-юго-восток по прямой от города Луза на левобережье реки Луза.

## История
Известна с 1727 года как деревня Мисовская с 1 двором. В 1859 году (Мысовская или Буковско) дворов 13 и жителей 111, в 1926 (Мысовская или Буковское) 40 и 175, в 1950 20 и 90, в 1989 21 житель. В советское время работал колхоз «Ударник». Настоящее название утвердилось с 1950 года. С 2006 по 2012 года была в составе Грибошинского сельского поселения, с 2012 по 2020 год находилась в составе Папуловского сельского поселения.

## Население
| 2010 |
| ---- |
| 9    |

Постоянное население составляло 8 человек (русские 100 %) в 2002 году, 9 в 2010.

## Известные жители, уроженцы
В деревне в семье Алфёровых родился Алфёров, Иван Прокопьевич — советский военный деятель, гвардии генерал-лейтенант (1944 год). Герой Советского Союза (21 июня 1944 года).

## Инфраструктура
Личное подсобное хозяйство.

## Транспорт
Деревня доступна через подъездную дорогу с автодороги регионального значения «Луза — Лальск — граница Республики Коми» (33 ОП РЗ 33Р-021).